# Cuevas de Coreca

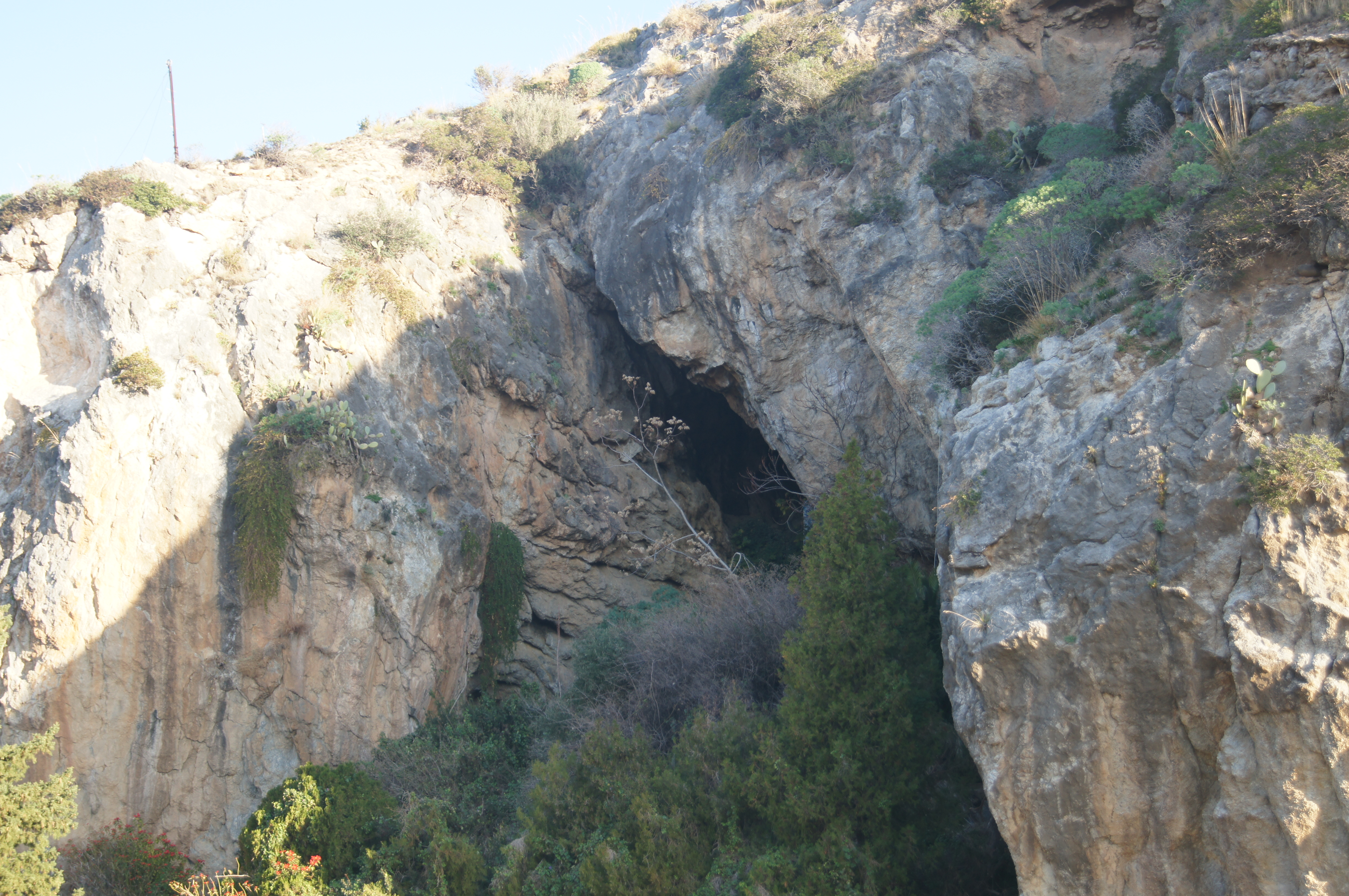
Grotta du Pecuraru.

Las cuevas de Coreca son dos cavidades kársticas  (Grotta Scuru, cb404 y Gruttuni, cb405) situadas a lo largo de la costa tirrena de Calabria, cerca de Coreca en la localidad de Amantea, provincia de Cosenza (Italia).
Las dos entradas, a unos diez metros de distancia la una de la otra, estaban antiguamente al nivel del mar, pero en la actualidad se encuentran a unos 25 metros de altura. Al estar situadas en una pared de roca son actualmente de difícil acceso. Se diferencian por la anchura de la entrada, ancha en la Gruttuni y estrecha en la cueva de Scuru, con la consecuencia que la primera es una cueva relativamente luminosa y la segunda muy oscura. 
Las dos cuevas son importantes desde un punto de vista arqueológico. En 2012 se confirmó (validando anteriores estudiosos piamonteses) que se han utilizado al final de la Edad del Bronce (así como en tiempos posteriores). Los hallazgos de la cueva (terracota, molinos de piedra, pulido, piedras, etc.) se conservaron bastante bien debido a la dificultad de su acceso, lo que ha permitido saber el uso que se les dio: la Gruttuni se utilizó como vivienda, mientras que la de Scuru fue utilizada para ritos funerarios. 